# Parafia Matki Bożej Nieustającej Pomocy w Gromadzie
Parafia Matki Bożej Nieustającej Pomocy w Gromadzie – parafia należąca do dekanatu Biłgoraj – Północ diecezji zamojsko-lubaczowskiej. Została utworzona w 2006 roku. Prowadzą ją księża diecezjalni.

## Historia
W latach 1982–1984 w Gromadzie zbudowano punkt katechetyczny „Dom Jana Pawła II”, w którym nauczano religii i oprawiano nabożeństwa. W czasie wakacji organizowano pobyt młodzieży z Ruchu Światło-Życie z całej Polski oraz dzieci z Ukrainy i Białorusi.
W 1990 roku budynek punktu katechetycznego został rozbudowany i zaadaptowany na kościół filialny. Od 16 września 1990 roku w kościele odprawiano msze święte niedzielne i świąteczne. 19 września 1992 roku kościół otrzymał tytuł pw. Matki Bożej Nieustającej Pomocy. 9 kwietnia 1995 roku bp Jan Śrutwa dokonał poświęcenia kościoła. 25 marca 2006 roku dekretem bpa Jana Śrutwy została erygowana parafia w Gromadzie, z wydzielonego terytorium parafii Trójcy Świętej i Wniebowzięcia Najświętszej Maryi Panny w Biłgoraju.
Na terenie parafii jest 1 360 wiernych w miejscowościach: Gromada, Majdan Gromadzki.
Proboszczowie parafii:
2006–2020. ks. Marek Kuśmierczyk.
2020– nadal ks. Tomasz Kielar.